# Bruno Beer
Bruno Beer (Trieste, 1913 – Roma, 1994) è stato un architetto italiano.

## Biografia
Nato a Trieste nell'ottobre 1913 dall'ufficiale Umberto Beer e da Erminia Levi, dopo la laurea conseguita alla Scuola Superiore di Architettura dell'Università di Roma nel 1939, ottiene nel 1940 una borsa di studio dall'Università di Harvard negli Stati Uniti. Alterna gli studi sotto la guida del prof. Walter Gropius a periodi di attività presso studi professionali e nel 1944 consegue il Master of Art alla Harvard University.
Continua a lavorare negli Stati Uniti e nel 1953 ritorna in Italia, dove apre uno studio professionale a Roma. E'iscritto all'Ordine degli Architetti di Roma e del Lazio dal 1955, all'Albo Nazionale Progettisti Ges.Ca.L dal 1964, all'Albo Progettisti e Direttori dei Lavori e Collaudatori alla Cassa del Mezzogiorno dal 1971.
Negli Stati Uniti ha lavorato nell'ambito dell'edilizia popolare, dell'edilizia residenziale, dell'edilizia sociale e infine dell'edilizia industriale. Dal 1953 ha esercitato in Italia, coprendo con la sua attività di progettista un ampio ventaglio di esperienze professionali.
Tra i progetti e gli edifici realizzati in Italia si ricordano: il progetto per in piccolo museo etrusco a Villa Borghese, Roma (1938), il Concorso per la Nuova Biblioteca Nazionale di Roma (1959), l'Asilo infantile a Piglio, Frosinone (1964), il complesso residenziale la "panoramica Marconi" al Portuense, Roma (1964).

## Archivio
L'archivio dell'architetto Beer dichiarato di notevole interesse storico dalla Soprintendenza Archivistica per il Lazio il 9 ottobre 1995, già conservato a Roma presso il Centro di Documentazione sulla Storia della cultura architettonica/IN.Arch. In seguito alla chiusura della sede romana dell'IN.Arch, nel 2013 l'archivio è stato donato all'Archivio Centrale dello Stato. L'archivio contiene elaborati grafici di tipo progettuale, documentazione diversa tra cui corrispondenza con i committenti, con le ditte e con alcuni collaboratori, relazioni tecniche e calcoli, fotografie di alcune opere.